# Barbizon

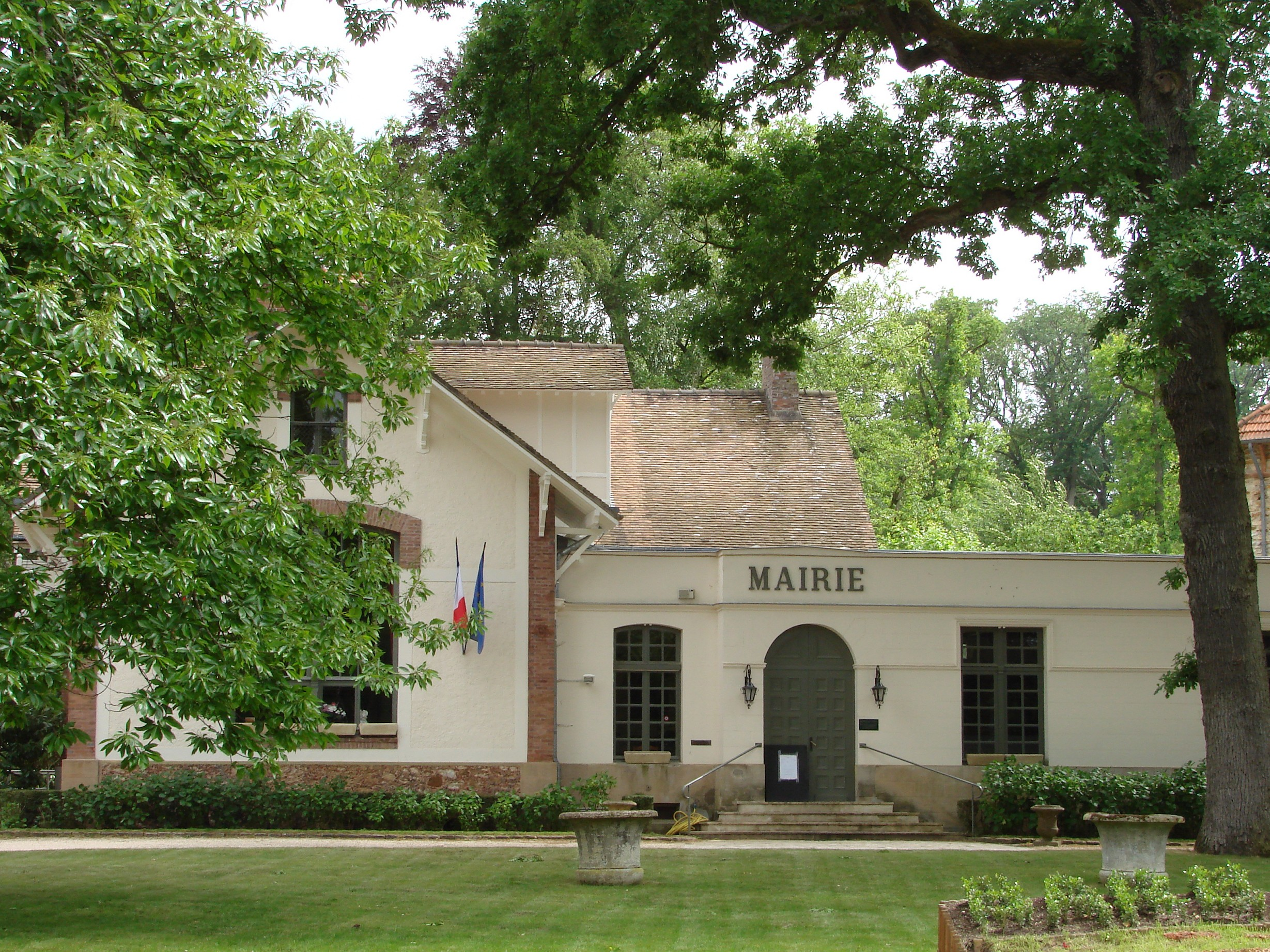
Rådhuset

För konstnärskolonin, se Barbizonskolan
Barbizon är en kommun i departementet Seine-et-Marne i regionen Île-de-France i norra Frankrike. Kommunen ligger i kantonen Perthes som tillhör arrondissementet Melun. År 2022 hade Barbizon 1 265 invånare.
Under 1800-talet verkade en konstnärskoloni i Barbizon (Barbizonskolan). Orten ligger i Fontainebleauskogens norra utkant.

## Befolkningsutveckling
Antalet invånare i kommunen Barbizon
| Referens: INSEE |